# 위생사
위생사란 지역사회단위의 모든 사람의 일상생활관 관련하여 사람에게 영향을 미치거나 미칠 가능성이 있는 일체의 위해요인을 관리하여 중독 또는 감염으로부터 사전예방을 위한 6개호의 위생업무를 법률로 정하고 동 업무수행에 필요한 전문지식과 기능을 가진 사람으로서 보건복지부장관의 면허를 받은 사람이다.

## 업무범위[2]
1. 공중위생영업소, 공중이용시설 및 위생용품의 위생관리 

2. 음료수의 처리 및 위생관리 

3. 쓰레기, 분뇨, 하수, 그 밖의 폐기물의 처리 

4. 식품ㆍ식품첨가물과 이에 관련된 기구ㆍ용기 및 포장의 제조와 가공에 관한 위생관리 

5. 유해 곤충ㆍ설치류 및 매개체 관리 